# Amyttopsis
Amyttopsis is een geslacht van rechtvleugeligen uit de familie sabelsprinkhanen (Tettigoniidae). De wetenschappelijke naam van dit geslacht is voor het eerst geldig gepubliceerd in 1965 door Beier.

## Soorten
Het geslacht Amyttopsis omvat de volgende soorten:
- Amyttopsis bakowskii Naskrecki, 2008
- Amyttopsis forcipata Beier, 1965
- Amyttopsis palmulicerca Naskrecki, 2008
- Amyttopsis podicealata Beier, 1965
- Amyttopsis vinculata Beier, 1965